# Issus rarus
Issus rarus är en insektsart som beskrevs av Lindberg 1954. Issus rarus ingår i släktet Issus och familjen sköldstritar. Inga underarter finns listade i Catalogue of Life.